# History of a Six Weeks' Tour
Histoire d'une randonnée de six semaines
History of a Six Weeks' Tour through a part of France, Switzerland, Germany, and Holland; with Letters Descriptive of a Sail Round the Lake of Geneva and of the Glaciers of Chamouni est le titre d'un récit de voyage des auteurs anglais romantiques Mary Shelley et Percy Bysshe Shelley, que l'on peut traduire par Histoire d'une randonnée de six semaines à travers une partie de la France, de la Suisse, de l'Allemagne et de la Hollande ; avec des lettres qui décrivent une promenade à la voile autour du lac de Genève ainsi que les glaciers de Chamouni [sic]. 
Publié en 1817, ce récit de voyage décrit deux excursions accomplies par Mary, Percy et la belle-sœur de Mary, Claire Clairmont : l'une à travers l'Europe en 1814, et l'autre au lac de Genève en 1816. Divisé en trois sections, le texte consiste en un journal, quatre lettres et le poème de Percy Shelley, Mont Blanc. En dehors du poème, le texte a été essentiellement écrit et agencé par Mary Shelley. En 1840, elle révise le journal et les lettres, et les réédite dans un recueil des écrits de Percy Shelley.
Faisant partie de ce nouveau genre littéraire qu'est alors le récit de voyage romantique, History of a Six Weeks' Tour regorge de spontanéïté et d'enthousiasme ; les auteurs démontrent leur désir de faire montre de goût et de se distinguer de ceux qui les entourent. Les éléments romantiques de l'œuvre aurait évoqué le radicalisme politique du texte pour des lecteurs du XIXe siècle. Cependant, la façon franche qu'a ce texte de discuter de sujets politiques, en incluant des références positives à la Révolution française et en louant le philosophe du Siècle des Lumières, Jean-Jacques Rousseau, était chose inhabituelle pour un récit de voyage à cette époque, s'agissant en particulier d'un livre écrit pour l'essentiel par une femme.  
Bien qu'il se soit vendu assez médiocrement, History of a Six Weeks' Tour reçoit une critique favorable. En proposant à son éditeur en 1843 un autre récit de voyage, Mary Shelley dira « ma randonnée de six semaines m'a attiré de nombreux compliments ».

## Traduction en français
- Histoire d’un voyage de six semaines, Anne Rouhette, Publications de l'Université de Provence 2015.  (ISBN 9782853999885).